# Politierecreatieoord Kraka
Het Politierecreatieoord Kraka is een ontspanningsoord in Kraka, in het noorden van Brokopondo in Suriname. Daarnaast doet het onder meer dienst als opleidingscentrum.
Naast recreatie is het oord bestemd voor de opleiding van rekruten van het Korps Politie Suriname. Ook wordt op deze locatie geregeld in beslag genomen drugs verbrand. Het oord doet verder dienst voor andere groepen, zoals voor de Surinaamse Politiebond (SPB), als kampement voor de Boyscouts van Suriname en voor de organisatie van christelijke jeugddagen.
Het recreatieoord werd rond 1962 aangelegd en ligt centraal in Suriname, via de Avobakaweg op ongeveer een uur rijden vanaf Paramaribo. In september 2016 ondergingen de woningen, het terrein en de kreek op het recreatieoord een grote schoonmaak.